# Hufschlag (Reiten)

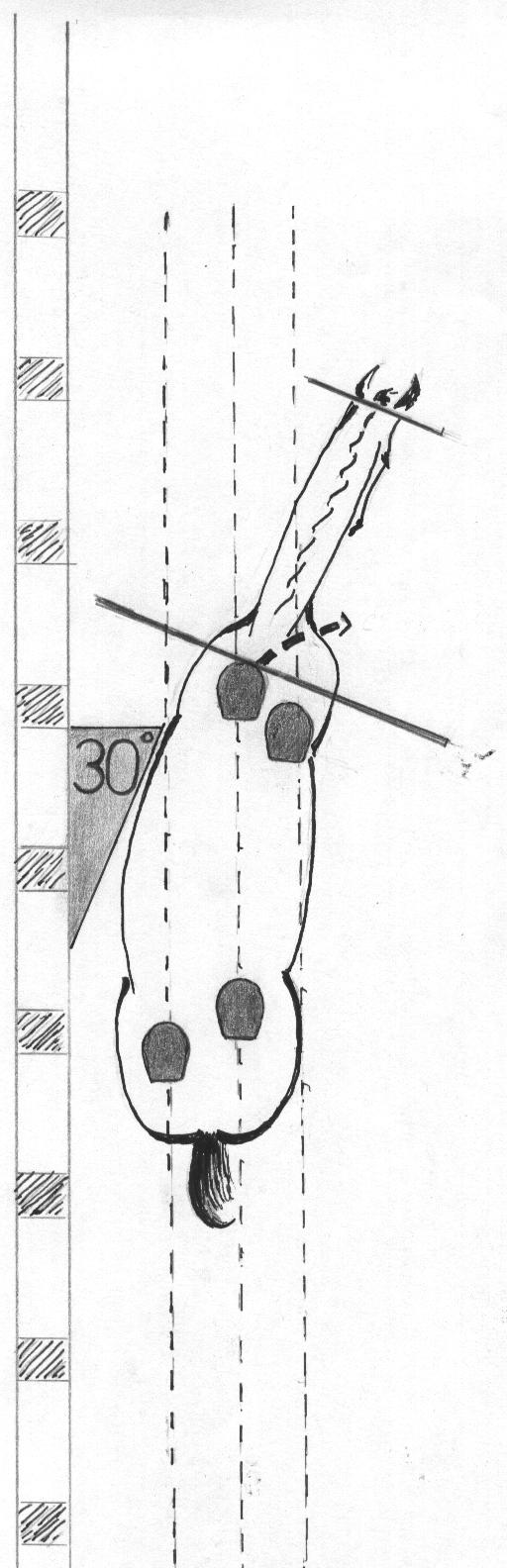
Hufschlaglinien beim Schulterherein

Der Hufschlag ist der Weg, auf dem das Pferd in der Reitbahn geht und damit die Linien, auf denen das Pferd seine Hufabdrücke setzt. Ein Pferd, das auf zwei Hufschlägen geht, fußt mit den Hinterhufen nicht auf der Linie, die von den Vorderhufen beschrieben wird, ein, sondern geht mit jenen seitlich versetzt, beispielsweise bei Seitengängen oder bei einem schief gehenden Pferd. Man spricht bei gerade gehendem Pferd zumeist von einem Hufschlag, bei einem Pferd, das Schulterherein geht, dann jedoch von zwei Hufschlägen, aber drei Hufschlaglinien, auf denen sich die Beine bewegen (inneres Hinterbein und äußeres Vorderbein bewegen sich dabei direkt hintereinander, also auf einer Hufschlaglinie).
Der Hufschlag schlechthin bezeichnet die Linie am Rand der Reitbahn, die am meisten genutzt wird, da alle Bahnfiguren sie berühren. In diesem Zusammenhang spricht man vom ersten Hufschlag, wenn der Reiter sich weitestmöglich außen hält, vom zweiten Hufschlag, wenn er eine Pferdebreite nach innen geht, vom dritten, wenn er zwei Pferdebreiten nach innen geht und so fort. Andere Abstände der Hufschläge zueinander sind ebenfalls gebräuchlich und hängen vom Kontext ab.